# Sheja
Sheja (tibétain : ཤེས་བྱ་, Wylie : shes bya, mot tibétain signifiant connaissance, savoir) est un mensuel tibétain fondé en 1968 sous initiative privée, et devenu une publication du Gouvernement tibétain en exil en 1971. Écrit en langue tibétaine, ce journal séculier, abordant des sujets tibétains et internationaux, circule largement parmi les 120 000 Tibétains en exil. 

## Histoire
Avec son frère Tenzin Geyche Tethong et un ami Kasur Sonam Topgyal, Tenzin Namgyal Tethong a fondé le journal tibétain Sheja, en octobre 1968 à McLeod Ganj.  
Le manque de financement contraint Sheja et la Tibetan Review à se tourner vers le Gouvernement tibétain en exil à Dharamsala en 1971. 
Le Gouvernement tibétain en exil réagit en fondant un nouveau département pour héberger la rédaction du magazine Tibetan Review ainsi que celle de Sheja. Ce département fut appelé Bureau d'informations, prédécesseur du Ministère de l'Information et des Relations internationales.
Dans les années 2000, Lobsang Jinpa est rédacteur en chef du journal.

## Contenu
Sheja couvre les activités religieuses des maîtres du bouddhisme tibétain, non seulement le dalaï-lama et les panchen-lamas, mais aussi d'autres hiérarques religieux qui, depuis 1959, se sont réinstallés avec succès à travers l'Himalaya jusqu'en Asie du Sud et au-delà.
Kevin Garratt a étudié les biographies de religieux tibétains décédés entre 1984 et 1994 publiées dans Sheja et Trunggo Bojong.

## Traductions en anglais
Il n'y a pas de contrepartie complète en Anglais de Sheja, bien que des traductions de certains articles sont publiées dans Tibetan Bulletin.